# بت وی
گروه بت وی  یک برند جهانی قمار آنلاین است. 

## بررسی اجمالی
برند پرچمداری بت وی  که یک شرکت بین‌المللی قمار است که در سراسر بازارهای آنلاین فرا منطقه ای فعالیت می کند و دارای مجوزهایی در انگلستان ، مالت ، ایتالیا ، دانمارک ، اسپانیا ، بلژیک ، آلمان ، سوئد و ایرلند است . همچنین گزارش شده است که مجوز پرتغالی در حال انجام است  . 

## رکورد جهانی جک پات
در اکتبر سال ۲۰۱۵، بت وی مبلغ ۱۷٬۸۷۹٬۶۴۵ یورو (۲۰٬۰۶۲٬۶۰۰ دلار ، ۱۳٫۲۰۹٫۳۰0 پوند) به جان هیوود (انگلیس) برای بردن جکپات در شکاف مگا میکرو  هنگام بازی در بت وی پرداخت کرد. این توسط رکورد جهانی گینس ،  به عنوان بزرگترین پرداخت جکپات در یک دستگاه حافظه آنلاین تأیید شده است.

## پیوند  های خارجی
- وبگاه رسمی
- سایت شرکت